# Flore de l'Antarctique

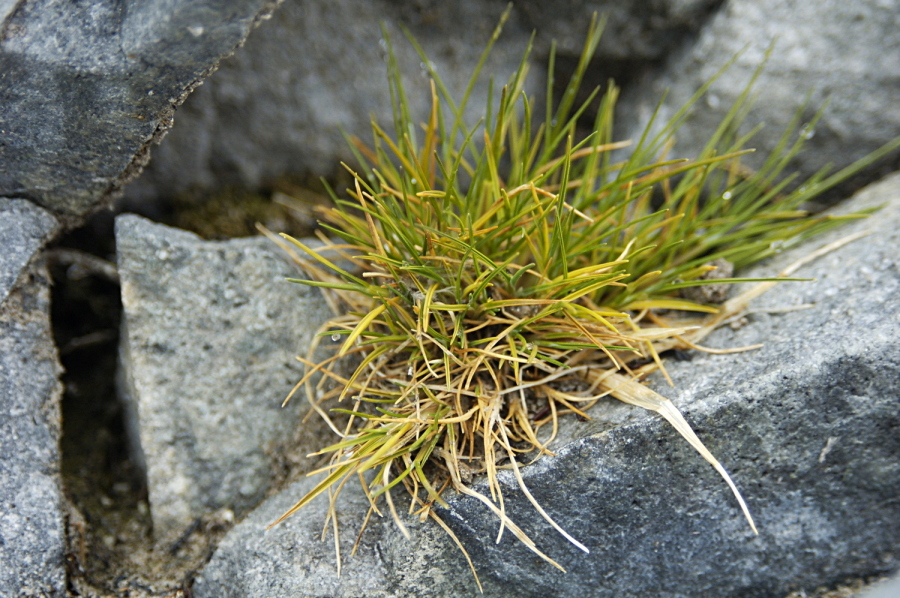
Deschampsia antarctica.

La flore de l'Antarctique est rare et peu développée en raison des facteurs abiotiques défavorables comme les conditions climatiques extrêmes, la sécheresse qui y règne, de la nuit polaire ou bien de la topographie de haute altitude et verglacée. Elle se concentre principalement dans les fonds de l'océan Austral et les parties côtières de celui-ci et est quasi inexistante sur l'inlandsis. Elle est composée de lichens et de mousses ainsi que d'algues. Il y vit seulement deux plantes à fleurs, la canche antarctique (Deschampsia antarctica) et la sagine antarctique (Colobanthus quitensis). 